# Merom Golan
Merom Golan (tiếng Hebrew: מְרוֹם גּוֹלָן) là một khu định cư của Israel và kibbutz ở Tây Golan Heights. Kibbutz được thành lập như một khu định cư sau khi Israel chiếm đóng khu vực trong Chiến tranh Sáu ngày năm 1967. Cộng đồng quốc tế coi các khu định cư của người Israel ở Cao nguyên Golan là bất hợp pháp theo luật pháp quốc tế, nhưng chính phủ Israel tranh chấp điều này.
מְמְ
Nó nằm ở dưới cùng của miệng núi lửa  của Núi Bental. Việc giải quyết thuộc thẩm quyền của Hội đồng khu vực Golan. Năm 2017, nó có dân số 701 người. [1]

## Lịch sử
Kibbutz Golan (sau này là Merom Golan) được thành lập vào ngày 14 tháng 7 năm 1967 với kinh phí từ Hội đồng khu vực Thượng Galilee trên địa điểm của trại quân sự bỏ hoang Aleika.
Kibbutz có nhiệt độ thấp nhất từng được ghi nhận bởi một trạm thời tiết của Israel: -14,2 °   C. Kỷ lục trước đó là -13,7C tại Thung lũng Beit Netofa.

## Môn Địa lý

### Khí hậu
| Dữ liệu khí hậu của Merom Golan (Temperature: 1995–2010, Precipitation: 1980-2010) | Dữ liệu khí hậu của Merom Golan (Temperature: 1995–2010, Precipitation: 1980-2010) | Dữ liệu khí hậu của Merom Golan (Temperature: 1995–2010, Precipitation: 1980-2010) | Dữ liệu khí hậu của Merom Golan (Temperature: 1995–2010, Precipitation: 1980-2010) | Dữ liệu khí hậu của Merom Golan (Temperature: 1995–2010, Precipitation: 1980-2010) | Dữ liệu khí hậu của Merom Golan (Temperature: 1995–2010, Precipitation: 1980-2010) | Dữ liệu khí hậu của Merom Golan (Temperature: 1995–2010, Precipitation: 1980-2010) | Dữ liệu khí hậu của Merom Golan (Temperature: 1995–2010, Precipitation: 1980-2010) | Dữ liệu khí hậu của Merom Golan (Temperature: 1995–2010, Precipitation: 1980-2010) | Dữ liệu khí hậu của Merom Golan (Temperature: 1995–2010, Precipitation: 1980-2010) | Dữ liệu khí hậu của Merom Golan (Temperature: 1995–2010, Precipitation: 1980-2010) | Dữ liệu khí hậu của Merom Golan (Temperature: 1995–2010, Precipitation: 1980-2010) | Dữ liệu khí hậu của Merom Golan (Temperature: 1995–2010, Precipitation: 1980-2010) | Dữ liệu khí hậu của Merom Golan (Temperature: 1995–2010, Precipitation: 1980-2010) |
| Tháng                                                                              | 1                                                                                  | 2                                                                                  | 3                                                                                  | 4                                                                                  | 5                                                                                  | 6                                                                                  | 7                                                                                  | 8                                                                                  | 9                                                                                  | 10                                                                                 | 11                                                                                 | 12                                                                                 | Năm                                                                                |
| ---------------------------------------------------------------------------------- | ---------------------------------------------------------------------------------- | ---------------------------------------------------------------------------------- | ---------------------------------------------------------------------------------- | ---------------------------------------------------------------------------------- | ---------------------------------------------------------------------------------- | ---------------------------------------------------------------------------------- | ---------------------------------------------------------------------------------- | ---------------------------------------------------------------------------------- | ---------------------------------------------------------------------------------- | ---------------------------------------------------------------------------------- | ---------------------------------------------------------------------------------- | ---------------------------------------------------------------------------------- | ---------------------------------------------------------------------------------- |
| Cao kỉ lục °C (°F)                                                                 | 21.2 (70.2)                                                                        | 22.0 (71.6)                                                                        | 29.7 (85.5)                                                                        | 33.3 (91.9)                                                                        | 38.2 (100.8)                                                                       | 38.0 (100.4)                                                                       | 40.8 (105.4)                                                                       | 41.4 (106.5)                                                                       | 38.3 (100.9)                                                                       | 35.1 (95.2)                                                                        | 28.6 (83.5)                                                                        | 24.2 (75.6)                                                                        | 41.4 (106.5)                                                                       |
| Trung bình ngày tối đa °C (°F)                                                     | 9.9 (49.8)                                                                         | 11.0 (51.8)                                                                        | 14.5 (58.1)                                                                        | 18.8 (65.8)                                                                        | 24.5 (76.1)                                                                        | 27.7 (81.9)                                                                        | 29.2 (84.6)                                                                        | 29.4 (84.9)                                                                        | 27.7 (81.9)                                                                        | 24.1 (75.4)                                                                        | 17.5 (63.5)                                                                        | 12.3 (54.1)                                                                        | 20.6 (69.0)                                                                        |
| Trung bình ngày °C (°F)                                                            | 5.7 (42.3)                                                                         | 6.5 (43.7)                                                                         | 9.3 (48.7)                                                                         | 12.8 (55.0)                                                                        | 17.2 (63.0)                                                                        | 20.7 (69.3)                                                                        | 23.1 (73.6)                                                                        | 23.1 (73.6)                                                                        | 20.9 (69.6)                                                                        | 17.5 (63.5)                                                                        | 11.8 (53.2)                                                                        | 7.9 (46.2)                                                                         | 14.7 (58.5)                                                                        |
| Tối thiểu trung bình ngày °C (°F)                                                  | 1.5 (34.7)                                                                         | 2.0 (35.6)                                                                         | 4.1 (39.4)                                                                         | 6.8 (44.2)                                                                         | 10.0 (50.0)                                                                        | 13.8 (56.8)                                                                        | 17.0 (62.6)                                                                        | 16.8 (62.2)                                                                        | 14.1 (57.4)                                                                        | 10.9 (51.6)                                                                        | 6.1 (43.0)                                                                         | 3.4 (38.1)                                                                         | 8.9 (48.0)                                                                         |
| Thấp kỉ lục °C (°F)                                                                | −14.2 (6.4)                                                                        | −12.5 (9.5)                                                                        | −6.7 (19.9)                                                                        | −4.5 (23.9)                                                                        | −0.2 (31.6)                                                                        | 4.0 (39.2)                                                                         | 7.7 (45.9)                                                                         | 6.7 (44.1)                                                                         | 3.4 (38.1)                                                                         | −2.0 (28.4)                                                                        | −6.1 (21.0)                                                                        | −8.8 (16.2)                                                                        | −14.2 (6.4)                                                                        |
| Lượng mưa trung bình mm (inches)                                                   | 201 (7.9)                                                                          | 196 (7.7)                                                                          | 115 (4.5)                                                                          | 40 (1.6)                                                                           | 9.1 (0.36)                                                                         | 0 (0)                                                                              | 0 (0)                                                                              | 0 (0)                                                                              | 1.9 (0.07)                                                                         | 22 (0.9)                                                                           | 86 (3.4)                                                                           | 159 (6.3)                                                                          | 830 (32.73)                                                                        |
| Số ngày mưa trung bình (≥ 0.1 mm)                                                  | 13                                                                                 | 13                                                                                 | 10                                                                                 | 5                                                                                  | 2.0                                                                                | 0.5                                                                                | 0.1                                                                                | 0                                                                                  | 0.7                                                                                | 5                                                                                  | 8                                                                                  | 11                                                                                 | 68.3                                                                               |
| Độ ẩm tương đối trung bình (%)                                                     | 80                                                                                 | 79                                                                                 | 73                                                                                 | 64                                                                                 | 57                                                                                 | 57                                                                                 | 60                                                                                 | 67                                                                                 | 65                                                                                 | 62                                                                                 | 69                                                                                 | 78                                                                                 | 68                                                                                 |
| Nguồn: Israel Meteorological Service                                               |                                                                                    |                                                                                    |                                                                                    |                                                                                    |                                                                                    |                                                                                    |                                                                                    |                                                                                    |                                                                                    |                                                                                    |                                                                                    |                                                                                    |                                                                                    |